# Maurício Chagas Bicalho
Maurício Chagas Bicalho (Oliveira, 19 de março de 1913 – Belo Horizonte, 14 de dezembro de 1999) foi um advogado e político brasileiro. Formado em Direito na cidade de Belo Horizonte, gerenciou o sistema tributário de Minas Gerais no Departamento de Estudos Econômicos e de Legislação Fiscal. Além disso, foi assistente técnico de Ovídio de Abreu na secretaria de finanças, assim como, na gestão de Jair Negrão de Lima. Durante a década de 1950, foi diretor da Companhia Energética estadual (CEMIG), chefe de polícia e presidiu sindicato de indústrias até fevereiro de 1959.
Em junho de 1959, assumiu a presidência do Banco do Brasil na gestão do presidente Juscelino Kubitschek, época em que o país vivia problemas inflacionários na economia. Além disso, também foi Ministro da Fazenda (Brasil), de forma interina, entre setembro daquele ano a junho de 1960, visando a questão inflacionária. Na década de 1960, representou países da América do Sul e América do Norte como diretor-executivo do Fundo Monetário Internacional (FMI) em Washington.
Bicalho também foi gestor das associações comerciais de Minas Gerais e do Rio de Janeiro, além de diversos bancos, também representou o Brasil como delegou nas assembleias na Organização Internacional do Trabalho (OIT). Na vida jurídica, lecionou Direito, foi procurador da Fazenda Estadual e membro de conselhos como a Superintendência da Moeda e do Crédito e da Ordem dos Advogados do Brasil (OAB).

## Vida pública

### Governo de Minas Gerais

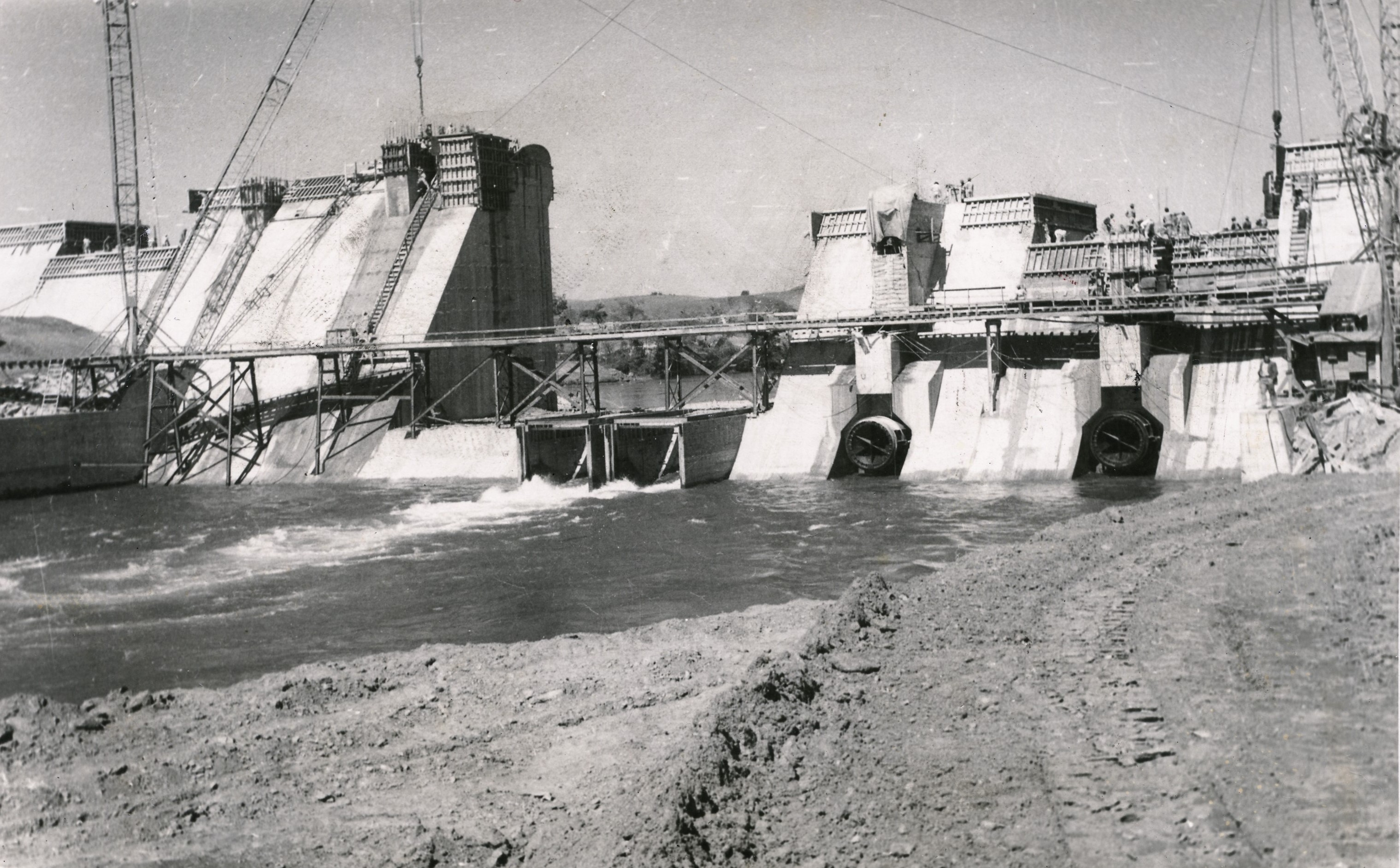
A Usina Hidrelétrica de Camargos foi construída pela CEMIG, no qual Chagas Bicalho já foi diretor.

Nascido na cidade de Oliveira, em Minas Gerais, Maurício é filho de Maria Edmundo Dias Bicalho e Edmundo Dias Bicalho. Iniciou seus estudos na área de Direito numa instituição de ensino superior de Belo Horizonte, concluindo o curso em 1935. Durante o período em que exerceu sua profissão, foi nomeado diretor do Departamento de Estudos Econômicos e de Legislação Fiscal, sendo responsável pelas questões tributárias do estado.
Em 1936, o secretário das finanças de Minas Gerais, Ovídio de Abreu, nomeou Bicalho como seu assistente técnico, cargo que exerceu por quatro anos. Foi duas vezes representante do estado, nos anos de 1938 e 1939, na Conferência Nacional de Contabilidade Pública e Assuntos Fazendários, tornando-se chefe de gabinete do secretário de finanças, Jair Negrão de Lima, sete anos mais tarde. Entre julho de 1948 a dezembro de 1950, foi designado assistente na presidência do Banco do Brasil, durante a gestão de Ovídio.
No início da década de 1950, durante o governo de Juscelino Kubitschek, Bicalho exerceu a função de diretor da Companhia Energética de Minas Gerais (CEMIG). Em fevereiro de 1954, foi secretário do interior, além de ter sido chefe de polícia estadual. Quatro anos mais tarde, no Banco do Brasil, foi diretor consultivo na carteira de redescontos, assim como, presidiu o sindicato de indústrias Hidro e Termelétricas até fevereiro de 1959.

### Ministro da Fazenda e gestor bancário

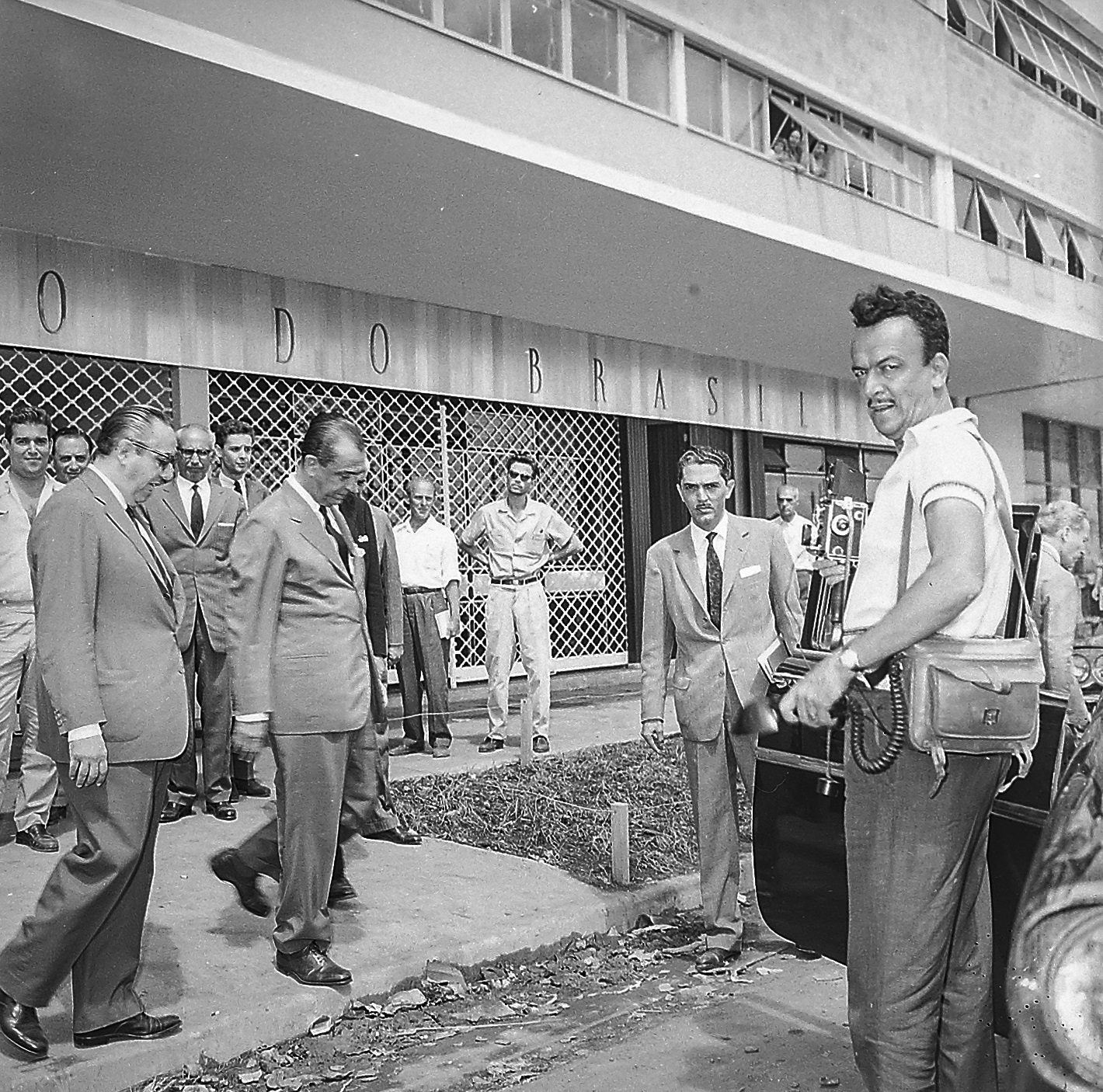
Bicalho presidiu o Banco do Brasil e foi Ministro na gestão JK.

Em junho de 1959, o presidente Juscelino Kubitschek realizou diversas mudanças na política econômica do governo – seja pela elevação dos índices inflacionários, quanto às críticas recebidas pelo Fundo Monetário Internacional (FMI) em relação as medidas de estabilização monetária. Maurício Chagas Bicalho assumiu a presidência do Banco do Brasil no lugar de seu antecessor, Sebastião Paes de Almeida; por sua vez, este último ingressou no lugar de Lucas Lopes no Ministério da Fazenda, enquanto Lúcio Meira foi responsável por gerenciar o Banco Nacional de Desenvolvimento Econômico (BNDES) após a saída de Roberto Campos. Entre setembro de 1959 a junho de 1960, Bicalho esteve no cargo de interino do Ministério da Fazenda, por múltiplas vezes, para solucionar a questão inflacionária.
Entre 1960 a 1966, foi representante dos países como Brasil, Colômbia, Peru, Panamá e República Dominicana como diretor-executivo do Fundo Monetário Internacional (FMI) em Washington. Nos dois anos posteriores, foi presidentes de diversos bancos como Hipotecário e Agrícola de Minas Gerais, Mineiro da Produção e Crédito Real do Estado de Minas Gerais (Credireal).

### Gestão jurídica e morte
Embora tenha exercido a função na gerência das associações comerciais do estado de Minas Gerais e do Rio de Janeiro, além do Banco de Belo Horizonte e Centrais Elétricas de Furnas, Bicalho também representou o Brasil como delegado em várias assembleias da Organização Internacional do Trabalho (OIT). Além disso, também exerceu o cargo jurídico para temas internacionais, sendo advogado fiscal nas capitais Belo Horizonte e Rio de Janeiro; assim como, lecionando Direito na Secretaria das Finanças, sendo procurador da Fazenda estadual e membro de conselhos como a Superintendência da Moeda e do Crédito, Círculo de Juristas Católicos e a Ordem dos Advogados do Brasil (OAB).
Bicalho dedicou-se a advogar em empresas nacionais e internacionais após abandonar a vida pública. Casado com Célia Roscoe Chagas Bicalho e pai de cinco filhos, faleceu em 14 de dezembro de 1999, no município de Belo Horizonte, aos 86 anos de idade.